# Вінниківці
Вінниківці — село в Україні, у Літинській селищній громаді Вінницького району Вінницької області.  

## Історія
Село засноване у 1620 році.
Сіцінський Ю. Й. Археологічна карта Подільської губернії [1901]:
| Городокъ въ версте отъ села въ саду помещика Стемповскаго, въ урочище Серый Садокъ. Городокъ имеетъ круглую форму, въ окружности до 100 саж.; вышина его до 4 саж. Посредине этой насыпи оврагъ, въ которомъ могутъ поместиться до 50 человекъ. Входъ съ в. и с.-в. По сказанію народному, городокъ этотъ служилъ убежищемъ для жителей во время татарскихъ набеговъ. На с.-в. раскопанный курганъ. На поляхъ, къ югу отъ села урочище Селище; здесь находятъ монеты, обломки железа, черепки глиняной посуды. Въ лесномъ урочище Дубина найдены каменный топоръ и такая же стрела. |
12 червня 2020 року, відповідно до Розпорядження Кабінету Міністрів України № 707-р «Про визначення адміністративних центрів та затвердження територій територіальних громад Вінницької області», увійшло до складу Літинської селищної громади.
19 липня 2020 року, в результаті адміністративно-територіальної реформи та ліквідації Літинського району, село увійшло до складу Вінницького району.

## Церква

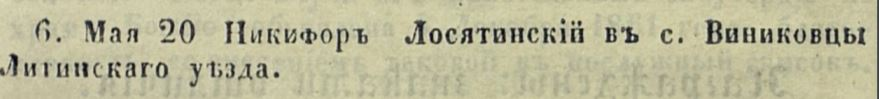

Перша церква у Вінниківцях була збудована у 1748 році. Нині парафія Церкви святого Архистратига Михаїла належить до Літинського благочиння Вінницької єпархії УПЦ Московського патріархату.
Парох церкви, у 1861 році, священник Никифор Лосятинський.

## Населення
Чисельність населення, за Переписом населення України 2001 року, становила 331 особу.
| 1989 | 2001 |
| ---- | ---- |
| 427  | 331  |

### Мовний склад
Кількість та частка населення за рідною мовою, відповідно до Перепису населення України 2001 року:
| Рідна мова      | Кількість | Частка (%) |
| Загалом         | 331       | 100.00     |
| Українська мова | 326       | 98.49      |
| Російська мова  | 5         | 1.51       |